# Euro au Vatican
- États membres de la zone euro : 20 pays (Allemagne, Autriche, Belgique, Chypre, Croatie, Espagne, Estonie, Finlande, France, Grèce, Irlande, Italie, Lettonie, Lituanie, Luxembourg, Malte, Pays-Bas, Portugal, Slovaquie, Slovénie)
- Micro-États non membres de l'UE utilisant l'euro avec l'accord de l'UE : 4 pays (Andorre, Monaco, Saint-Marin et Vatican)
- États non membres de l'UE qui ont adopté l'euro unilatéralement : 2 pays (Kosovo et Monténégro)
- États membres de l'Union européenne (UE) qui ont rejoint le MCE II : 1 pays (Bulgarie)
- État membre de l'UE faisant partie du MCE II mais qui est exempté de l'obligation de rejoindre la zone euro (Danemark).
- États membres de l'UE qui ont l'obligation  de rejoindre la zone euro : 5 pays (Hongrie, Pologne, Roumanie, Suède et Tchéquie)

L'État de la Cité du Vatican a adopté l'euro comme monnaie officielle le 1er janvier 1999, en même temps que la République italienne et dix autres États membres. Le pays ne fait pas partie de la zone euro ni de l'Union européenne, mais peut cependant frapper ses pièces en vertu d'accords plus anciens avec l'Italie et d'une décision du Conseil de l'Union européenne et d'une convention monétaire entre l'Italie (au nom de la Communauté européenne) et le Vatican qui a pris effet au 1er janvier 2002.

## Historique

### Lire vaticane
Selon les accords du Latran conclus avec l'Italie, la lire vaticane a été la monnaie officielle de l'État du Vatican du 11 février 1929, jusqu'à l'introduction de l'euro ; elle constituait alors une partie de la lire italienne et les deux monnaies étaient utilisables sur les deux territoires (c'était également le cas pour la lire de Saint-Marin).

### Euro
À partir de 1997, le cardinal américain Edmund Casimir Szoka évoque la possibilité de remplacer la lire vaticane par l'euro. En 2001, l'Europe accepte que le Vatican prévoie de frapper des euros à l'effigie du pape malgré les réticences des pays européens laïques.
Le Vatican entre dans la zone euro le 1er janvier 2002 conformément à des accords signés avec l'Italie. Ses premières pièces sont à l'effigie de Jean-Paul II,. En un an, la valeur du premier coffret de pièces euros du Vatican vendu a été multipliée par 68. 65 000 coffrets ont été mis en vente en 2002 (valeur 30 euros par coffret) et 9 000 coffrets "Belle Épreuve". Le premier tirage ne représente que 287 120 euros sur les 670 000 euros que le Vatican est autorisé à tirer annuellement. Après le décès de Jean-Paul II en 2005, le Vatican introduit 16 nouvelles faces en deux mois.
En 2009, la commission européenne demande au Vatican de mettre en circulation au moins 51% des euros frappés pour éviter la spéculation des collectionneurs. Le Vatican est le seul état européen à systématiquement introduire ses nouvelles pièces en coffret et à un prix dépassant leur valeur faciale. Pour parer à cela, la commission a négocié plusieurs conditions avec le Vatican : Au moins la moitié des pièces émises doivent être vendues à leur valeur faciale, chaque ancien chef d'État ne peut faire l'objet que d'une pièce et non tout un coffret, et les pièces à l'effigie des chefs d'État peuvent être renouvelées tous les 15 ans et pas plus souvent. En 2010, le Vatican met finalement en circulation ses euros. Cela ne concerne cependant que les pièces de 50 centimes et leur distribution est très restreinte. Ces pièces portent l'inscription Città del Vaticano 2010. Le pape Benoît XVI figure sur les pièces euro du Vatican de 2006 à 2013.
En 2017, le Vatican cesse de frapper le visage du pape François sur ses pièces euro à la demande de ce dernier,. En décembre 2018, le Vatican rejoint l'espace unique de paiement en euros (Sepa), signe d'une amélioration de la transparence financière du micro-État.

## Accord monétaire
Avec le passage de l'Italie à l'euro, les accords Italie-Vatican ont été adaptés et renouvelés ; le Vatican ne peut émettre qu'une quantité limitée de pièces avec sa face nationale, mais pas de billets (dont les faces sont mutualisées). Dans la pratique, elles sont frappées en par l'Istituto Poligrafico e Zecca dello Stato (IPZS) à Rome.
Sur la base de la déclaration no 6 relative aux relations monétaires avec la république de Saint-Marin, la Cité du Vatican et la principauté de Monaco, annexée à l'acte final de Maastricht, le Conseil du 31 décembre 1998 a arrêté trois décisions sur la position à adopter par la Communauté en ce qui concerne un accord sur les relations monétaires avec ces trois États.